# 陈照海
陈照海（1954年8月—），湖北天门人，中国人民解放军中将。

## 生平
陈照海曾长期在中国人民解放军总参谋部任职。1996年，时任总参谋部机关副局长的陈照海成为首批前往俄罗斯总参谋部军事学院留学的军事留学生。此后，曾历任总参军训部综合计划局长、副部长。2003年新的军训和兵种部后，他继续担任副部长。2004年晋升为少将军衔。2008年，升任军训和兵种部部长。2011年新的总参军训部改编成立后，出任首任部长。2012年底，陈照海调任济南军区副司令员。2014年7月，跨区调任为广州军区副司令员，并晋升为中将军衔。2016年1月，任新组建的中国人民解放军南部战区副司令员。2017年1月至2018年7月，兼任战区参谋长。